# سيمون فيسدايك
سيمون فيسدايك (تنطق بالهولندية: [ˈsimɔn ˈvɛzdɛi̯k]; أكتوبر 17، 1898 – مارس 23، 1971) كان كاتباً هولندياً.
ولد في بلدة صغيرة من هولندا، ودرس الطب في Vestdijk أمستردام، لكنها تحولت إلى الأدب بعد بضع سنوات كطبيب. أصبح واحدا من كتاب القرن 20-الأكثر أهمية في هولندا <اسم المرجع = النص> Text 15: An Interdisciplinary Annual of Textual Studies (بالإنجليزية). جامعة ميشيغانPress. 2003. p. 212. ISBN:9780472113354. Archived from the original on 2020-06-23. Retrieved 2024-11-07. {{استشهاد بكتاب}}: الوسيط غير المعروف |. عنوان= تم تجاهله (help)</ref> كان له prolificness كروائي الأسطوري، لكنه كان على الأقل بنفس أهمية كاتبة على سبيل المثال، والأدب والفن والموسيقى والدين. كما كتب الشعر والقصص القصيرة. وقد ترجمت أعماله إلى معظم لغات أوروبا الغربية.

## أعماله (مختارات)
- Kind tussen vier vrouwen (Child between four women, written 1933, first published 1972)
- Terug tot Ina Damman (Return to Ina Damman, 1934)
- Else Böhler (1935)
- Meneer Visser's hellevaart (Mr. Visser's perdition, 1936)
- De nadagen van Pilatus (The last days of بيلاطس البنطي, 1938)
- Aktaion onder de sterren (إيكتيان under the stars, 1941)
- Ierse nachten (Irish nights, 1946)
- De Toekomst der Religie (The future of Religion, 1947)
- Pastorale 1943 (1948)
- De redding van Fré Bolderhey (Fré Bolderhey's salvation, 1948)
- De kellner en de levenden (The waiter and the living, 1949)
- De koperen tuin (The brass garden, also, The garden where the brass band played, 1950)
- Ivoren wachters (Ivory guardians, 1951)
- Het glinsterend pantser (The shining armour, 1956)
- De ziener (The seer, 1959)
- Een moderne Antonius (A modern Anthony, 1960)
- Het wezen van de angst (The essence of Angst, 1968)

## روابط خارجية
- سيمون فيسدايك على موقع IMDb (الإنجليزية)
- سيمون فيسدايك على موقع الموسوعة البريطانية (الإنجليزية)
- سيمون فيسدايك على موقع مونزينجر (الألمانية)
- سيمون فيسدايك على موقع ديسكوغز (الإنجليزية)
- سيمون فيسدايك على موقع قاعدة بيانات الفيلم (الإنجليزية)